# Phylloderma stenops
Phylloderma stenops é uma espécie de morcego da família Phyllostomidae. É a única espécie descrita para o gênero Phylloderma. Pode ser encontrada no México, Guatemala, Belize, El Salvador, Honduras, Nicarágua, Costa Rica, Panamá, Colômbia, Venezuela, Guiana, Suriname, Guiana Francesa, Brasil, Peru e Bolívia.